# Tjuktjien
Tjuktjien (ryska: Чукотка, Tjukotka) är en autonom region (okrug) i nordöstra Ryssland med en yta på 737 700 km² och 49 520 invånare (1 januari 2009), alltså färre än 0,1 invånare per km². Den består dels av Tjuktjerhalvön, dels av ett större område land innanför halvön. Regionens huvudstad är Anadyr. Tjuktjien är både Rysslands och den eurasiska kontinentens östligast belägna område och består till största del av tundra. Öster om området, tvärs över Berings sund, ligger den amerikanska delstaten Alaska. Tjuktjien har få vägar, och flyg är det viktigaste transportmedlet för persontransport. Det finns också kustsjöfart, som delvis ligger nere på vintern.

## Geografi och ekonomi

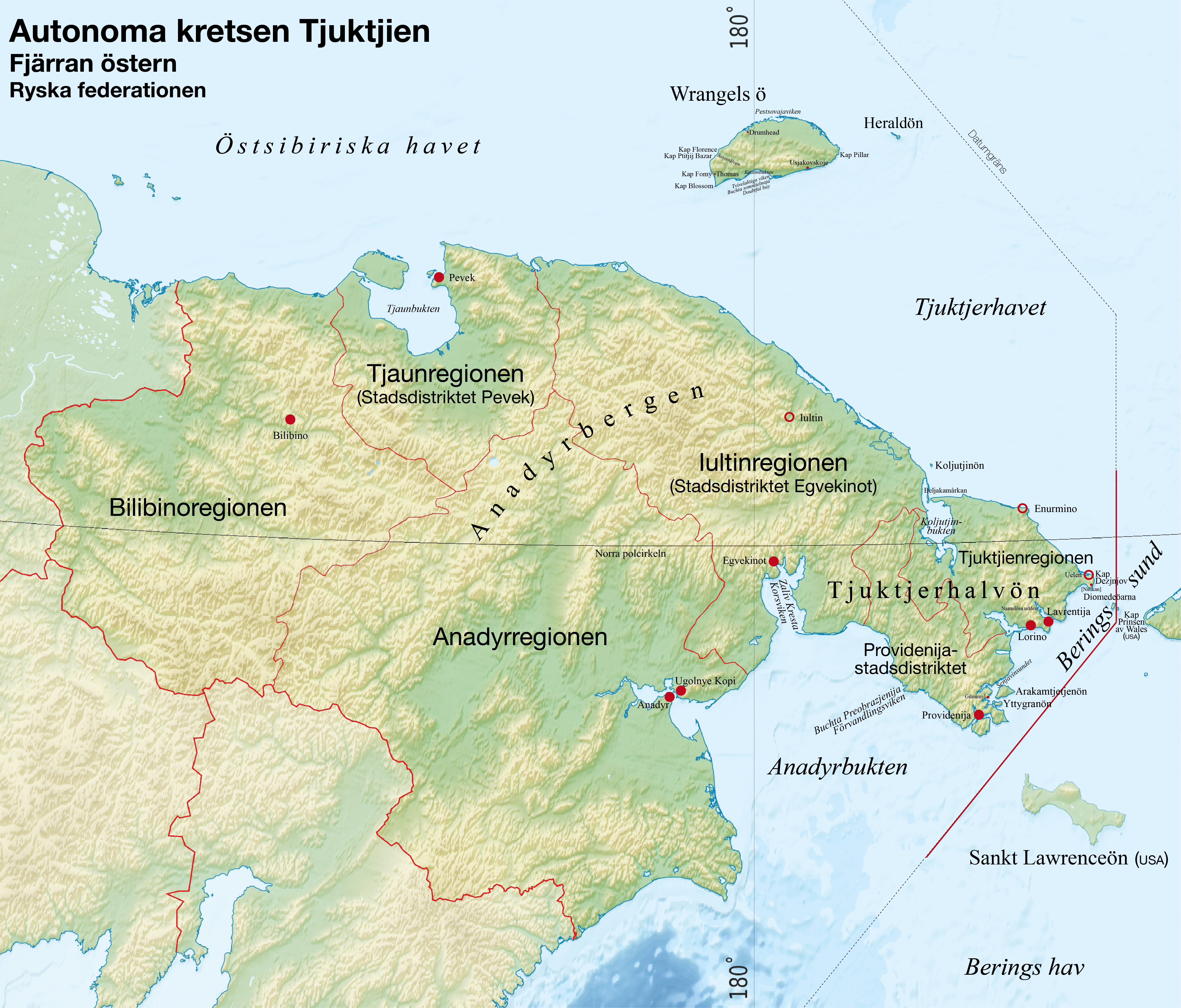
Tjuktjien, ortnamn enligt svensk transkription.

I Tjuktjien finns stora fyndigheter av mineraler, däribland guld, tenn, bly, zink och kol. Andra näringar är jakt, renskötsel och fiske. Man hoppas också på turism från USA. Det har tidigare inte förekommit på grund av områdets status som militärt skyddsområde och därför finns det mycket få hotell med mera utbyggt. Turism från USA har funnits ett fåtal år i liten skala, genom att regionens myndigheter hjälper ett amerikanskt flygbolag med de militära besökstillstånden och andra praktiska problem. I Bilibino finns Bilibino kärnkraftvärmeverk.
Tjuktjiens klimat är kallt. På sommaren är det kustklimat med runt 9 °C i juli. På vintern är havet fruset och det blir mer inlandsklimat med -25 °C i medel i januari.

## Historia
Det sägs att[källa behövs] Tjuktjien först befolkades cirka 8 400 år sedan av jägare från Central- och Östasien. Då fanns det en skogbeklädd landbrygga mellan Alaska och Asien, Beringia, som förfäderna till Amerikas indianer och eskimåer korsade för att bosätta sig på kontinenten, delvis redan för cirka 20 000 år sedan. På denna tid levde mammutar, bepälsade noshörningar och andra forntida djur i området. Folket på denna tid var inte nomader, utan hade permanenta bosättningar.
När klimatet förändrades, ändrades djurens liv. Många flyttade. Djur dog ut och detta fick till följd att hela folkgrupper dog ut i brist på mat. Detta bidrog till att många folkgrupper påbörjade en nomadisk livsstil.
Idag kan man se många fornlämningar från Tjuktjiens stenåldersbefolkning på tusentalet f.Kr., inristade på stenblock kring Pegtymelflodens bädd. Cirka hundrafyra silhuettinristningar av djur återstår idag.
Folket i nordöstra Fjärran östern ändrade mycket litet på sin livsstil innan ryska kosacker började utforska området. Kosackerna hade i uppdrag att expandera det ryska riket och lägga folkgrupper under tsarens makt. De första århundraden av det ryska imperiets expansion österut präglades av konflikter mellan Tjuktjiens folk och de ryska kosackerna.

## Befolkning

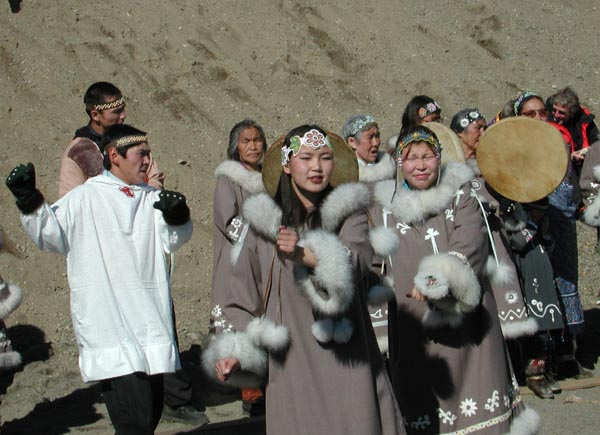
Dansare i byn Lorino

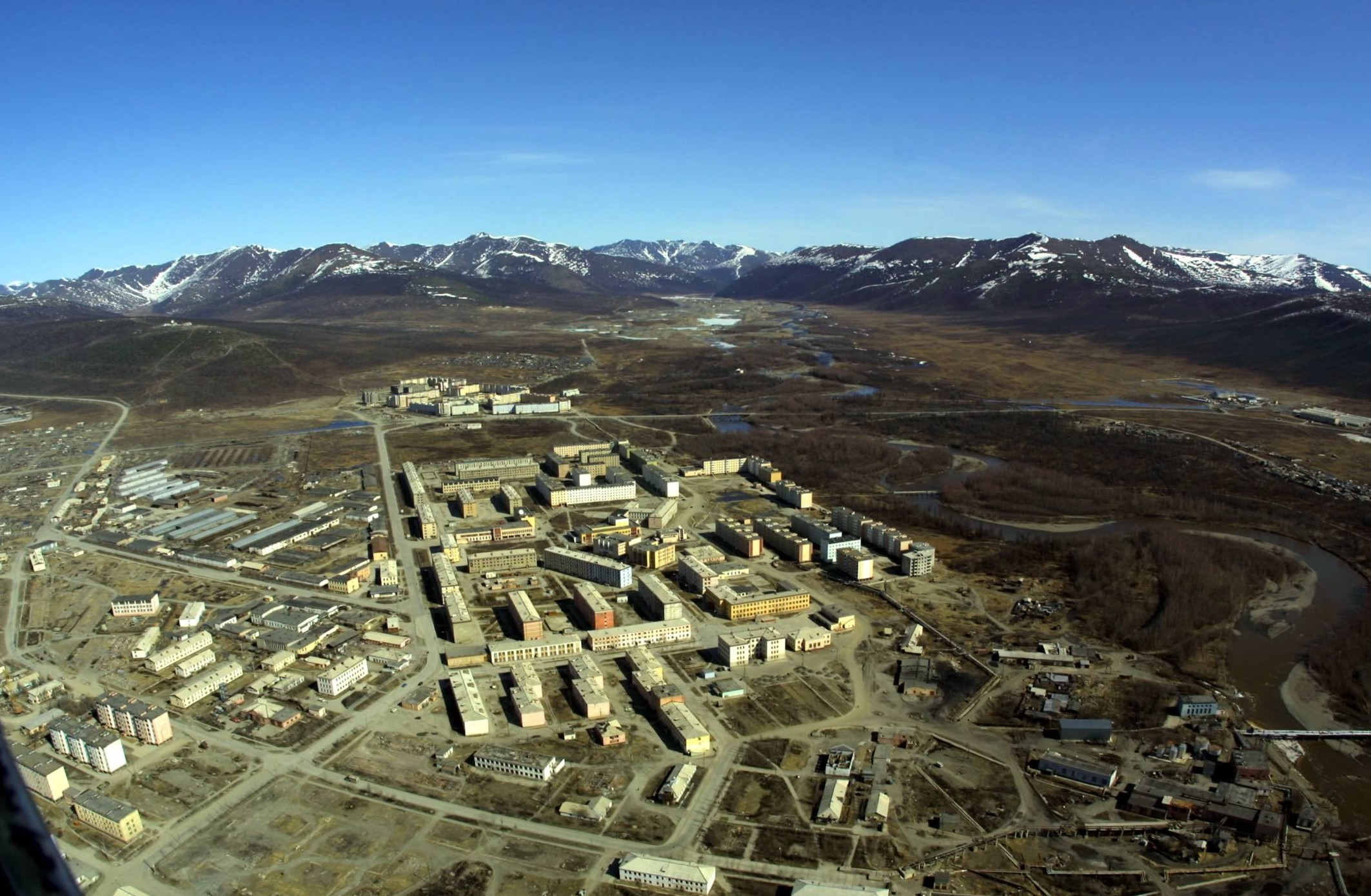
Flygbild över staden Bilibino

I Tjuktjien finns städerna Anadyr, Bilibino och Pevek. Det finns även 13 stadsliknande bosättningar (посёлки городского типа) som exempelvis Lavrentija med 1 200 invånare (2013).
Med Tjuktjiens ursprungsbefolkning menas oftast tjuktjer och jupiker, tillsammans med de mindre folken korjaker, tjuvasjer, evenker och jukagirer. Under sovjettiden tvångsförflyttades många ryssar, vitryssar och ukrainare till regionen och idag är omkring 60% av befolkningen etniskt rysk. 
År 2001-2008 var Roman Abramovitj, känd som ägare av Chelsea FC, Tjuktjiens guvernör. År 2009 är det Roman Kopin.